# 뾰족금가루낮도마뱀붙이
뾰족금가루낮도마뱀붙이(Phelsuma laticauda angularis)는 주행성을 띠는 도마뱀붙이류의 한 아종이다. 마다가스카르 북서부의 안소히히(en:Antsohihy) 주변에 분포하며 보통 다양한 나무 따위의 범열대 초목, 주택에 거주한다.

## 형태
뾰족금가루낮은 꼬리까지 최대 11 cm에 달하여 금가루낮보다 조금 작다. 몸은 밝은 녹색, 황록색, 드물게는 푸른색을 띈다. 보통 목과 등 앞부분에 노란색 뾰족한 돌기(speckle)가 난다. 주둥이와 머리에는 세 개의 적갈색 줄무늬가 나있다. 윗쪽 눈꺼풀은 파랗다. 뾰족금가루낮은 금가루낮과 달리 등 뒷부분에 머리를 가리키는 V자 모양 무늬가 나있다. 꼬리는 금가루낮보다 넓고 납작하다. 복부는 황백색이다.

## 습성
뾰족금가루낮은 다양한 곤충 따위의 무척추동물을 먹는다. 부드럽고 달달한 과일, 꽃가루, 꽃꿀도 먹는다.
뾰족금가루낮의 수컷은 금가루낮의 수컷만큼 사납지 않다.
암컷은 알을 다섯 쌍까지 낳는다. 새끼는 온도가 28 °C일 때 40-45 일 후에 부화한다. 신생아는 꼬리까지 55–60 mm에 달한다. 유체조차 서로 상당히 호전적이기 때문에 서로 분리해서 키워야 한다. 10-12 개월 후면 성숙한다.

## 사육
뾰족금가루낮은 식물이 무성한 큰 테라리움에서 한 수컷에 암컷 두셋씩 짝을 지어 키워야 한다. 온도는 낮에는 28 °C, 밤에는 20 °C, 습도는 65-75%를 유지해야 한다. 사육 시에는 귀뚜라미, 시판 과일 사료, 벌집나방(:en:wax moth) 애벌레, 초파리, 밀웜, 집파리를 먹일 수 있다.